# BBC Top 40
De BBC Top 40 is de radioversie van de BBC Top 75, die wekelijks gepubliceerd wordt in de Record Mirror. De Top 40 wordt - op BBC Radio 1 - iedere dinsdagmiddag en -avond in telegramstijl doorgenomen, waarbij de nieuwe binnenkomers, de stijgers en de top 10 uitgelicht worden. De uitzending van de gehele lijst gebeurt op zondagavond.
De lijst werd tot in 1980 samengesteld door een aan de BBC gelieerd marktonderzoeksbureau, de British Record and Marketing Corporation Bureau BRMC, maar sindsdien door Gallup, een internationaal vermaard onderzoeksbureau.
De voornaamste Britse hitparade-concurrent is de New Musical Express Top 40, kortweg de NME Top 40.